# Enrichetta di Nevers

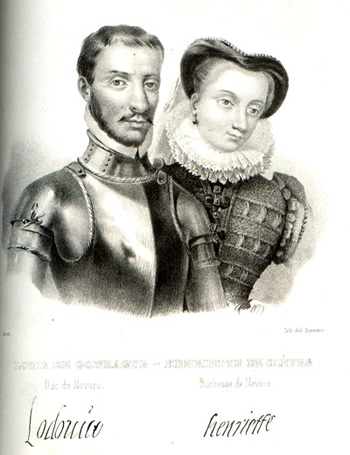
Enrichetta de Nevers e suo marito Ludovico Gonzaga, litografia del XIX secolo

Enrichetta di Nevers, nota anche come Enrichetta di Clèves (La Chapelle-d'Angillon, 31 ottobre 1542 – Parigi, 24 giugno 1601), è stata una nobile francese del ramo di Clèves-Nevers del Casato di La Marck.

## Biografia
Enrichetta era la seconda figlia di Francesco I di Nevers (1516-1561), duca di Nevers e conte di Rethel e di Margherita di Vendôme (1516-1589). Le sue sorelle erano Maria di Clèves e Caterina di Clèves. Al suo battesimo ebbe come padrino il figlio di Francesco I di Francia, il futuro re Enrico II.
Alla morte di suo padre, nel 1561, divenne capo delle proprietà di Nevers e di Rethel suo fratello maggiore Francesco II, che morì l'anno successivo; quindi passarono all'altro fratello, Giacomo, che morì due anni dopo, nel 1564.
Dal momento che entrambi i fratelli non ebbero discendenza, Enrichetta divenne duchessa di Nevers e contessa di Rethel.
All'età di ventitré anni, il 4 marzo 1565, sposò a Moulins Ludovico Gonzaga, di venticinque anni, principe di Mantova, figlio di Federico II di Mantova, naturalizzato francese, che combatté contro le truppe spagnole al servizio di Carlo IX di Francia. I due erano parenti: Francesca d'Alençon, nonna di Enrichetta, e Anna d'Alençon, nonna di Ludovico, erano sorelle.
Nel 1581, in merito ai servizi resi da Ludovico ai sovrani Carlo IX e Enrico III, la contea di Rethel fu da quest'ultimo elevata a ducato.
Enrichetta morì nel suo palazzo a Parigi a cinquantotto anni. Fu sepolta nella Cattedrale di Nevers.

## Discendenza
Enrichetta e Ludovico ebbero cinque figli:
- Caterina (1568-1629) che sposò, nel 1588, Enrico d'Orléans, duca di Longueville (1595 - 1663);
- Maria Enrichetta (1571-1601) che sposò, nel 1599, Enrico di Lorena, duca di Mayenne e d'Aiguillon;
- Federico (1573-1574);
- Francesco (1576-1580);
- Carlo (1580-1637) che le succederà e diventerà (1627) duca di Mantova, succedendo a Vincenzo II Gonzaga, ultimo discendente della linea diretta dei Gonzaga.

## Ascendenza
|                             |                              |                                  | Genitori                           |  |  | Nonni |  |  | Bisnonni             |  |  | Trisnonni           |  |
|                             |                              |                                  |                                    |  |  |       |  |  | Engilberto di Nevers |  |  | Giovanni I di Kleve |  |
|                             |                              |                                  |                                    |  |  |       |  |  | Engilberto di Nevers |  |  | Giovanni I di Kleve |  |
|                             |                              | Elisabetta di Nevers             |                                    |  |  |       |  |  | Engilberto di Nevers |  |  |                     |  |
| Carlo II di Cleves Nevers   |                              |                                  |                                    |  |  |       |  |  | Engilberto di Nevers |  |  |                     |  |
|                             |                              | Carlotta di Borbone-Vendôme      | Giovanni VIII di Borbone-Vendôme   |  |  |       |  |  |                      |  |  |                     |  |
|                             |                              | Carlotta di Borbone-Vendôme      | Giovanni VIII di Borbone-Vendôme   |  |  |       |  |  |                      |  |  |                     |  |
|                             |                              | Carlotta di Borbone-Vendôme      | Isabelle de Beauvau                |  |  |       |  |  |                      |  |  |                     |  |
| Francesco I di Nevers       |                              | Carlotta di Borbone-Vendôme      |                                    |  |  |       |  |  |                      |  |  |                     |  |
|                             |                              | Giovanni d'Albret-Orval          | Arnaud Amanieu d'Albret-Orval      |  |  |       |  |  |                      |  |  |                     |  |
|                             |                              | Giovanni d'Albret-Orval          | Arnaud Amanieu d'Albret-Orval      |  |  |       |  |  |                      |  |  |                     |  |
|                             |                              | Giovanni d'Albret-Orval          | Isabelle de La Tour d'Auvergne     |  |  |       |  |  |                      |  |  |                     |  |
| Maria di Albret             |                              | Giovanni d'Albret-Orval          |                                    |  |  |       |  |  |                      |  |  |                     |  |
|                             |                              | Carlotta di Nevers               | Giovanni II di Nevers              |  |  |       |  |  |                      |  |  |                     |  |
|                             |                              | Carlotta di Nevers               | Giovanni II di Nevers              |  |  |       |  |  |                      |  |  |                     |  |
|                             |                              | Carlotta di Nevers               | Paolina di Brosse                  |  |  |       |  |  |                      |  |  |                     |  |
| Enrichetta di Nevers        |                              | Carlotta di Nevers               |                                    |  |  |       |  |  |                      |  |  |                     |  |
|                             | Francesco di Borbone-Vendôme | Giovanni VIII di Borbone-Vendôme |                                    |  |  |       |  |  |                      |  |  |                     |  |
|                             | Francesco di Borbone-Vendôme | Giovanni VIII di Borbone-Vendôme |                                    |  |  |       |  |  |                      |  |  |                     |  |
|                             | Francesco di Borbone-Vendôme | Isabelle de Beauvau              |                                    |  |  |       |  |  |                      |  |  |                     |  |
| Carlo IV di Borbone-Vendôme | Francesco di Borbone-Vendôme |                                  |                                    |  |  |       |  |  |                      |  |  |                     |  |
|                             |                              | Maria di Lussemburgo-Saint-Pol   | Pietro II di Lussemburgo-Saint-Pol |  |  |       |  |  |                      |  |  |                     |  |
|                             |                              | Maria di Lussemburgo-Saint-Pol   | Pietro II di Lussemburgo-Saint-Pol |  |  |       |  |  |                      |  |  |                     |  |
|                             |                              | Maria di Lussemburgo-Saint-Pol   | Margherita di Savoia               |  |  |       |  |  |                      |  |  |                     |  |
| Margherita di Vendôme       |                              | Maria di Lussemburgo-Saint-Pol   |                                    |  |  |       |  |  |                      |  |  |                     |  |
|                             |                              | Renato d'Alençon                 | Giovanni II d'Alençon              |  |  |       |  |  |                      |  |  |                     |  |
|                             |                              | Renato d'Alençon                 | Giovanni II d'Alençon              |  |  |       |  |  |                      |  |  |                     |  |
|                             |                              | Renato d'Alençon                 | Maria d'Armagnac                   |  |  |       |  |  |                      |  |  |                     |  |
| Francesca d'Alençon         |                              | Renato d'Alençon                 |                                    |  |  |       |  |  |                      |  |  |                     |  |
|                             |                              | Margherita di Lorena             | Federico II di Vaudémont           |  |  |       |  |  |                      |  |  |                     |  |
|                             |                              | Margherita di Lorena             | Federico II di Vaudémont           |  |  |       |  |  |                      |  |  |                     |  |
|                             |                              | Margherita di Lorena             | Iolanda d'Angiò                    |  |  |       |  |  |                      |  |  |                     |  |
|                             |                              | Margherita di Lorena             |                                    |  |  |       |  |  |                      |  |  |                     |  |

## La duchessa di Nevers in letteratura
Enrichetta di Nevers ha un ruolo significativo nel romanzo La regina Margot di Alexandre Dumas.